# Beat Schwerzmann
Beat Schwerzmann (* 28. April 1966) ist ein ehemaliger Schweizer Ruderer.

## Werdegang
Schwerzmann ruderte für den Rowing Club Bern und gewann während seiner Karriere 14 Schweizer Meistertitel in den verschiedenen Skullklassen. 
1986 und 1987 war er bei den Ruder-Weltmeisterschaften jeweils Zehnter im Doppelvierer. Bei den Olympischen Spielen 1988 trat er zusammen mit Ueli Bodenmann im Doppelzweier an; hinter den Niederländern Ronald Florijn und Nico Rienks gewannen die beiden Schweizer die Silbermedaille mit 28 Hundertstelsekunden Vorsprung auf das Boot aus der Sowjetunion. Nach einem fünften Platz bei den Ruder-Weltmeisterschaften 1989 wechselten die beiden 1990 in den Doppelvierer und gewannen zusammen mit Marc-Sven Nater und Alexander Ruckstuhl die Silbermedaille hinter dem sowjetischen Vierer. 1991 verpassten die vier Schweizer den A-Final bei den Weltmeisterschaften und belegten insgesamt nur den achten Platz. Bei den Olympischen Spielen 1992 ruderten die vier in den A-Final und verfehlten als Vierte die Bronzemedaille um sechs Hundertstelsekunden.
Beat Schwerzmann ist seit 1991 mit der deutschen Ruderin Ingeburg Schwerzmann, geb. Althoff, verheiratet.